# Maquan He
Maquan He (kinesiska: 马泉河, Dangque Zangbu, 当却藏布) är ett vattendrag i Kina. Det ligger i den autonoma regionen Tibet, i den sydvästra delen av landet, omkring 670 kilometer väster om regionhuvudstaden Lhasa.
Genomsnittlig årsnederbörd är 561 millimeter. Den regnigaste månaden är juli, med i genomsnitt 123 mm nederbörd, och den torraste är april, med 14 mm nederbörd.